# アビエタジエナールデヒドロゲナーゼ
アビエタジエナールデヒドロゲナーゼ（abietadienal dehydrogenase）は、次の化学反応を触媒する酸化還元酵素である。 
反応式の通り、この酵素の基質はアビエタジエナールとNAD+と水、生成物はアビエチン酸とNADHとH+である。
組織名はabietadienal:NAD+ oxidoreductaseである。